# May-Ya-Moto
El May-Ya-Moto és un volcà situat a dins del Parc Nacional dels Virunga a 27 quilòmetres al sud del Llac Edward, a l'est de la República Democràtica del Congo. La zona termal situada al voltant del volcà conté fumaroles i aigües termals que assoleixen temperatures inferiors als 100 °C.